# 費利拿柏蘇斯足球會
費利拿柏蘇斯足球會（葡萄牙語：Futebol Clube Paços de Ferreira，'pasuʃ dɨ fɨ'ʁɐiɾɐ），一般稱為費利拿，是一間位於葡萄牙費利拿市的足球會，他們曾三次贏得葡萄牙足球甲組聯賽冠軍，最近的一次是在2004–05球季。而費利拿現在正興建一個有 25,000 個座位的球場。費利拿的主場位於葡萄牙北部的費利拿市，球的贊助商是Capital do Móvel，而球衣的顏色則為黃色和綠色。

## 歷史
費利拿現在於葡萄牙足球超級聯賽中角逐，縱然成績不太出眾，他們偶爾也會帶給大眾驚喜，包括以 1–0 小勝士砵亭，和以 1–1 賽和賓菲加。
他們同市最大對手是拿華，在地理上他們處於同一區。他們在甲組的競爭尤其激烈，因為他們正要爭取升班的席位。
其他的對手還包括西班牙球會切爾達，他們每年季前都會有一場比賽。
球會的起源來自1930年代，當時球會稱為Sport Club Pacense。球會經歷20年沒有正式的董事會組織，直到他們於1950年代開始於較低組別的聯賽中亮相為止。初亮相時他們稱為'Futebol clube Vasco da Gama，和巴西球會華斯高一樣。後來會方改變了球會的顏色為黃色和綠色時，正式把球會改稱為費利拿。
1950年11月19日他們第一場比賽，他們擊敗了Lousada 2–1，從此註定了球會的未來。他們起初於地區聯賽丙組角逐，直到1956–57球季他們奪得聯賽冠軍為止。從此球會達到高峰。
雖然球會之後降班，但他們再次升班，並且在球迷的支持下，費利拿在1973年6月17日以 3–0 擊敗Perosinho。

## 外部連結
- http://www.fcpf.pt/ （页面存档备份，存于）